# Wallstraßen (Bützow)
Die  Wallstraßen  (auch: Emmerstraat) ist eine Straßenzug mit fortlaufender Straßenfolge im einst umwallten historischen Stadtkern der ehemaligen Bischofsresidenz und Universitätsstadt Bützow im Landkreis Rostock in Mecklenburg.

## Geografische Lage
Die Wallstraßen sind zu einem Teil in eine Richtung, zum anderen Teil in beide Richtungen befahrbar. Der Fahrbahnbelag besteht aus Kopfsteinpflaster.
- 1. Wallstraße (53° 50′ 55,7″ N, 11° 59′ 14″ O) verbindet als Einbahnstraße, die Kreuzung Pferdemarkt,  2. Wallstraße und Vor dem Rostocker Tor mit der Lange Straße. Als Anliegerstraße, ist sie nur aus der Richtung Pferdemarkt befahrbar.
- 2. Wallstraße (53° 51′ 3,5″ N, 11° 59′ 8,4″ O) verbindet als Anliegerstraße, den Pferdemarkt mit der Kreuzung Ellernbruch und 3. Wallstraße und ist als einzige der Wallstraßen in beide Richtungen befahrbar.
- 3. Wallstraße (53° 51′ 2,8″ N, 11° 58′ 59,6″ O) verbindet als Einbahnstraße, die Kreuzung Pfaffenstraße und 4. Wallstraße mit der Kreuzung Ellernbruch und 2. Wallstraße. Als Anliegerstraße, ist sie nur aus der Richtung der Pfaffenstraße und der 4. Wallstraße befahrbar.
- 4. Wallstraße (53° 50′ 59,9″ N, 11° 58′ 51,3″ O) verbindet als Einbahnstraße, die Kreuzung Pfaffenstraße und 4. Wallstraße mit der Kreuzung Ellernbruch und 2. Wallstraße.  Als Anliegerstraße ist sie nur aus der Richtung der Pfaffenstraße und der 4. Wallstraße befahrbar.
- 5. Wallstraße (53° 50′ 56,7″ N, 11° 58′ 43,9″ O) verbindet als Einbahnstraße, die Rühner Straße mit der Kreuzung Kirchenstraße und 4. Wallstraße.  Als Anliegerstraße ist sie nur aus der Richtung der Rühner Straße befahrbar.
- 6. Wallstraße (auch: Zitronenstraße, auch: Zitronengasse) (53° 50′ 54,3″ N, 11° 58′ 41″ O) verbindet als Einbahnstraße, die Schlossstraße mit der Rühner Straße. Als Anliegerstraße ist sie nur aus der Richtung der Schlossstraße befahrbar.

## Geschichte

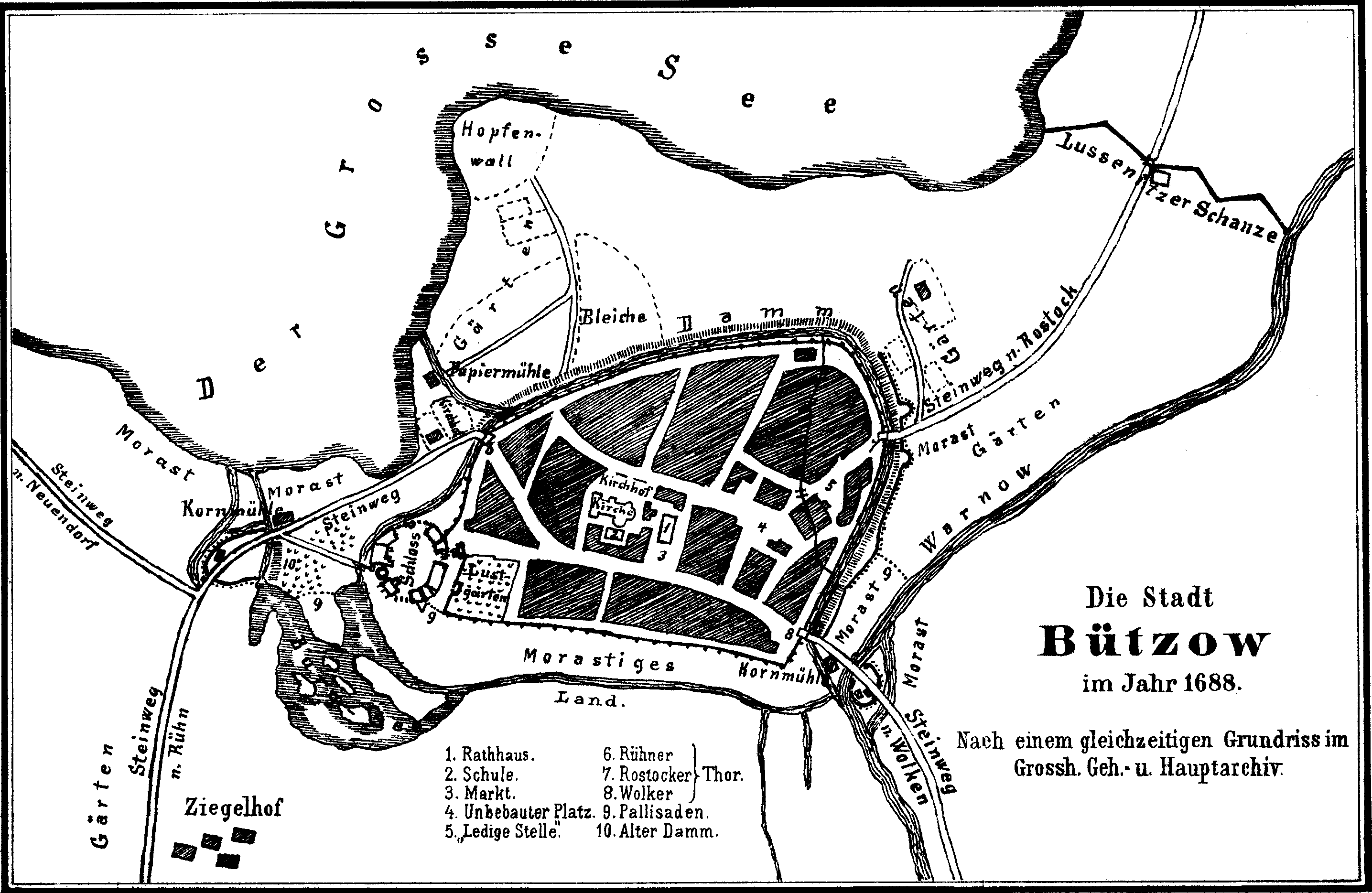
Grundriss Bützow 1688

Gegen Mitte des 18. Jahrhunderts fiel der Mauerring um Bützow und die Stadt gewann diesseits des Stadtgrabens neuen Baugrund. Zu Beginn des 19. Jahrhunderts wird auch das Gebiet parallel zum Stadtgraben bebaut. An Stelle der alten Mauern und ihres Bewegungsgebietes entstehen zunächst zumeist Kleinwohnungen, „Halbe-“ oder „Viertelhäuser“. Manche zeigen noch heute die gestalteten Haustüren, die das Bützow der Biedermeierzeit auszeichnen. Als zu Beginn des 20. Jahrhunderts Bützow seine zentrale Wasserversorgung erhielt, wurden zunächst die Wallstraßen nicht angeschlossen. Die Einwohner mussten sich ihr Wasser weiten, in Eimern heran holen. So erhielt die Straße im Volksmund den Namen Emmerstraat, die Mecklenburgisch-Niederdeutsche Form des Wortes Eimerstraße.

## Straßenname im Wandel der Zeit

### 1. bis 5. Wallstraße
Der gesamte Straßenzug, wird erstmals im Brandkataster der Stadt Bützow aus dem Jahre 1821 namentlich genannt. Zunächst ist der Name Wallstraße oder Achter de Mur. 1888 wurden die Bezeichnungen 1. bis 6. Wallstraße eingeführt und ist bis heute unverändert geblieben.

### 6. Wallstraße

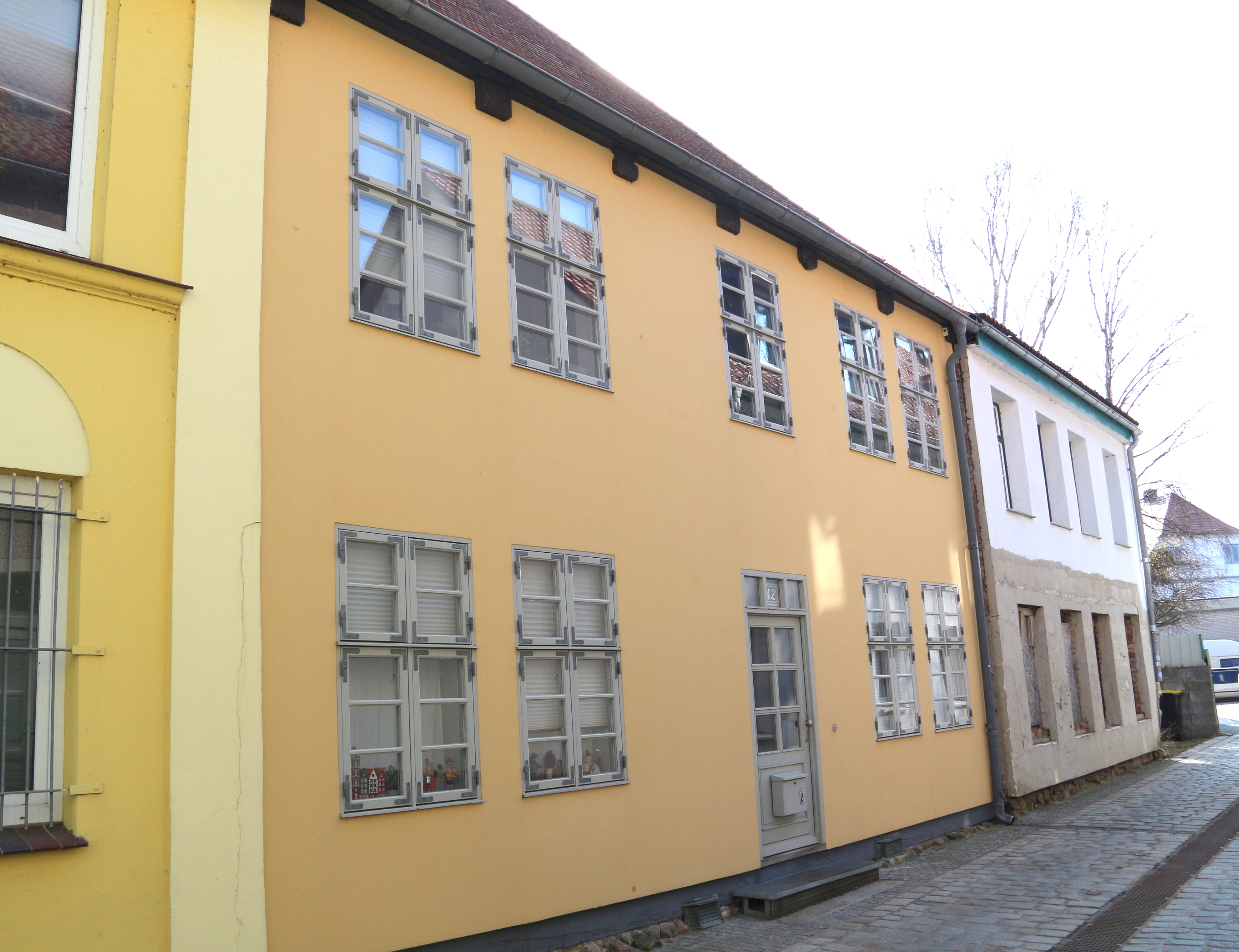
6. Wallstraße 2

Die 6. Wallstraße (auch: Zitronenstraße, auch: Zitronengasse) ist die älteste der Wallstraßen in Bützow. Erstmals im noch erhaltenen Archivmaterial aus dem Jahr 1644 als "Citronen Straße" erwähnt, gehörte das Gebiet der Straße einst zur Burgfreiheit der Bischofsburg. Hier erhielt der Kaufmann Albrecht Müller im Jahr 1682 das Privileg, mit Citronen, Apffel Cina und Pommeranzen zu handeln. Möglicherweise verdankt die Straße ihren Namen dem Handel mit exotischen Früchten. Wilhelm Ferdinand Rong bezeichnete sie in seinem Werk von 1833 ebenfalls als Zitronenstraße. Am Ende der Straße befand sich das Rühner Tor, eines der drei Hauptstadttore.

## Bebauung
An der Straße stehen zumeist zwei- bis dreigeschossige Wohn- und Geschäftshäuser.
Die Denkmalplakette  kennzeichnet Baudenkmale der Wallstraßen.

### 1. Wallstraße

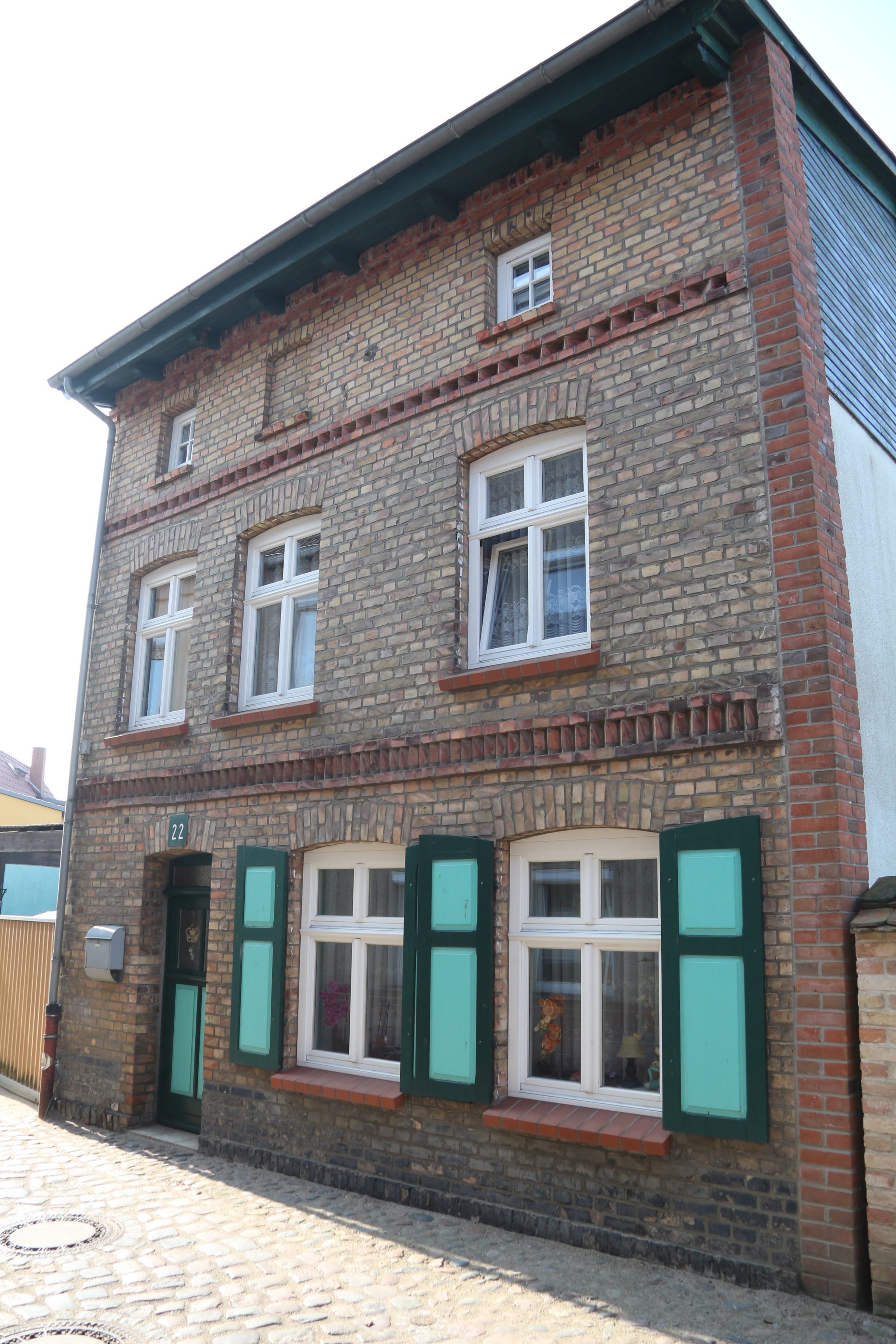
1. Wallstraße 22

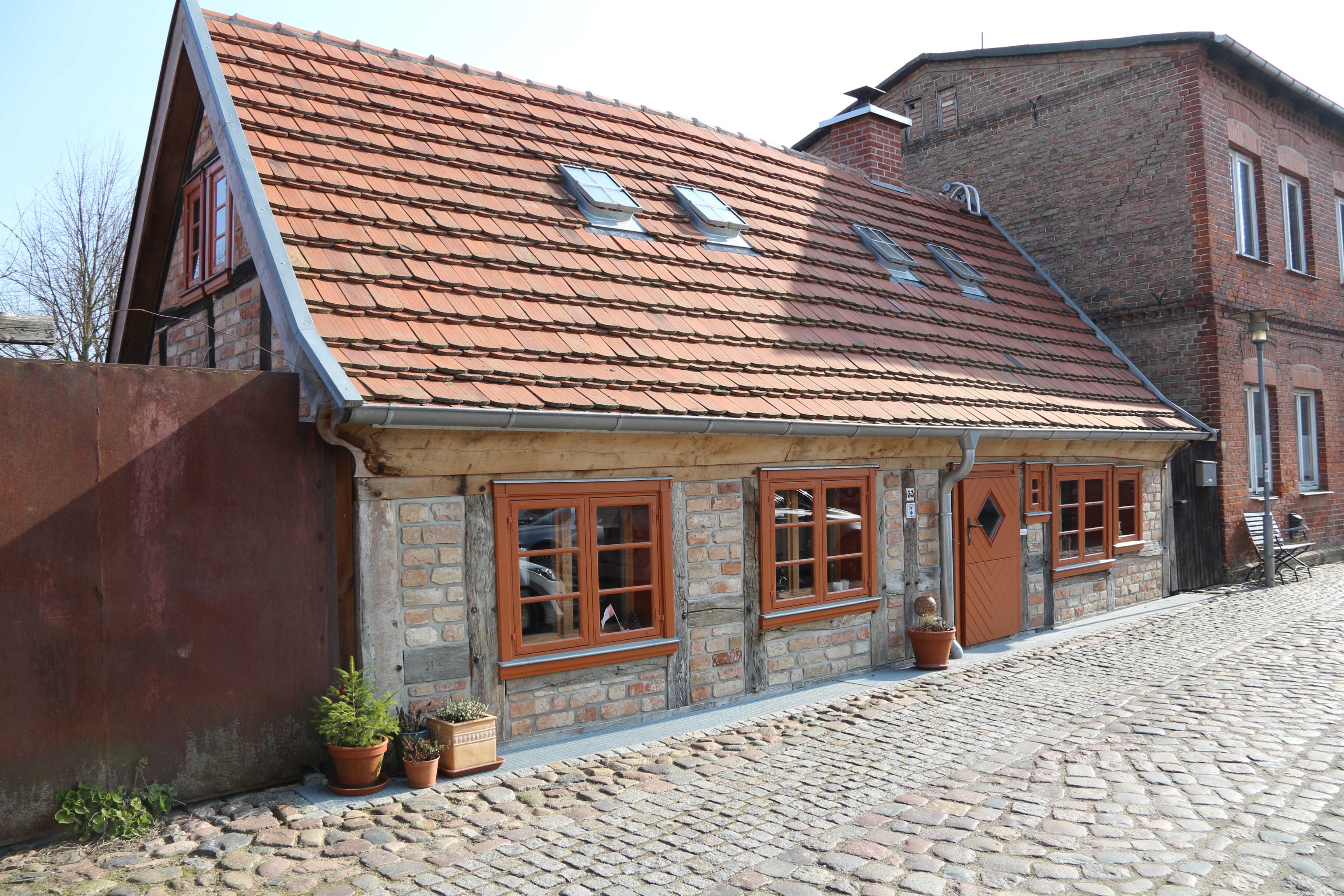
1. Wallstraße 53

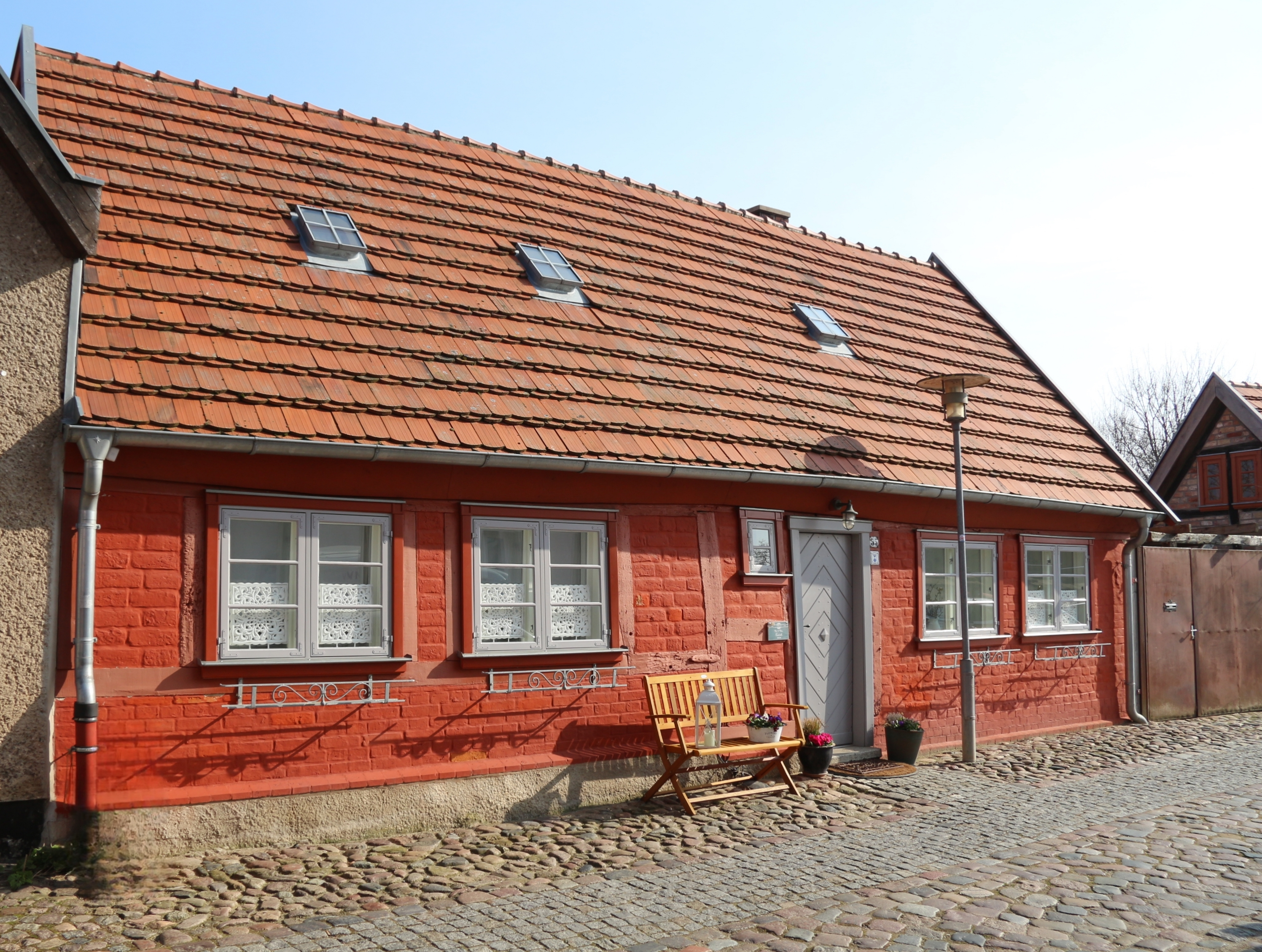
1. Wallstraße 55

| Haus Nr. | Historische Haus- nummer bis 1908 |  | Bemerkungen                                                                      | Geschichte                                                                                      |
| -------- | --------------------------------- |  | -------------------------------------------------------------------------------- | ----------------------------------------------------------------------------------------------- |
| 1        | 424                               |  |                                                                                  | ehemals: Handelsmann D. Seelig, später: Handelsmann L. Ladewig, später: Arbeitsmann F. Schröder |
| 2        | 72A                               |  |                                                                                  | ehemals: Roßschlachter L. Tegge                                                                 |
| 2A       |                                   |  |                                                                                  |                                                                                                 |
| 2B       |                                   |  |                                                                                  |                                                                                                 |
| 2C       |                                   |  |                                                                                  |                                                                                                 |
| 3        | 423                               |  |                                                                                  | ehemals: Schuster C. Hegewald, später: Arbeitsmann C. Sievert, später: Zimmermann H. Schulze    |
| 4        | 410                               |  | Haus existiert nicht mehr                                                        | ehemals: Arbeiter F. Klähn                                                                      |
| 5        | 422                               |  |                                                                                  | ehemals: Arbeiter J. Wilken                                                                     |
| 6        | 409                               |  | Haus existiert nicht mehr                                                        | ehemals: Kassier Ch. Herbst                                                                     |
| 7        | 421                               |  |                                                                                  | ehemals: Schuhmacher F. Hausmann                                                                |
| 8        | 407                               |  |                                                                                  |                                                                                                 |
| 9        | 420                               |  |                                                                                  | ehemals: Rentier J. Richter                                                                     |
| 10       | 405                               |  | Haus existiert nicht mehr                                                        | ehemals: Kaufmann H. Kruse, später: Fuhrmann K. Käther                                          |
| 11       | 419                               |  |                                                                                  |                                                                                                 |
| 12       | 406                               |  | Neubau der Nr. 12 in den 2020er Jahren, ursprüngliches Haus existiert nicht mehr | ehemals:Zimmermann J. L. Evert                                                                  |
| 13       | 418                               |  |                                                                                  | ehemals: Maurer W. Bünger                                                                       |
| 14       | 408                               |  |                                                                                  |                                                                                                 |
| 15       | 417                               |  |                                                                                  |                                                                                                 |
| 16       | 391C                              |  | Haus existiert nicht mehr                                                        | ehemals: Arbeiter K. Kröger                                                                     |
| 17       | 416                               |  |                                                                                  | ehemals: Kämmereidienerfrau M. Kasch                                                            |
| 18       | 391A                              |  |                                                                                  |                                                                                                 |
| 19       | 404                               |  | Neubau der Nr. 19 in den 2020er Jahren, ursprüngliches Haus existiert nicht mehr | ehemals: Arbeiter F. Burmeister                                                                 |
| 20       | 391A                              |  | Haus existiert nicht mehr                                                        | ehemals: Arbeiter K. Langbein                                                                   |
| 21       | 403A                              |  |                                                                                  | ehemals: Schuster D. Haase                                                                      |
| 22       | 391                               |  |                                                                                  |                                                                                                 |
| 23       | 403B                              |  |                                                                                  |                                                                                                 |
| 25       | 403                               |  |                                                                                  |                                                                                                 |
| 27       | 402                               |  |                                                                                  |                                                                                                 |
| 29       | 401                               |  |                                                                                  |                                                                                                 |
| 31       | 400A                              |  |                                                                                  | ehemals: Arbeiter C. Götz                                                                       |
| 33       | 400                               |  | Haus Nr. 31 und 33 sind ein heute Gebäude                                        |                                                                                                 |
| 35       | 399                               |  |                                                                                  | ehemals: Maurer K. Mahn                                                                         |
| 37       | 399A                              |  |                                                                                  |                                                                                                 |
| 39       | 398A                              |  |                                                                                  |                                                                                                 |
| 41       | 398                               |  |                                                                                  |                                                                                                 |
| 43       | 397A                              |  | Neubau der Nr. 43 in den 2020er Jahren, ursprüngliches Haus existiert nicht mehr | ehemals: Arbeiter H. Winter                                                                     |
| 45       | 397                               |  |                                                                                  |                                                                                                 |
| 47       | 396                               |  |                                                                                  |                                                                                                 |
| 49       | 395                               |  | Speicher im Hof                                                                  |                                                                                                 |
| 51       | 394                               |  |                                                                                  |                                                                                                 |
| 53       | 393                               |  |                                                                                  | ehemals: Arbeiter J. Lange, später: Arbeiter A. Witt                                            |
| 55       | 392                               |  |                                                                                  | ehemals: Arbeiter F. Kruse, später: Ackersmann Joh. Finck                                       |

### 2. Wallstraße
| Haus Nr. | Historische Haus- nummer bis 1908 |  | Bemerkungen                                                              | Geschichte                                               |
| -------- | --------------------------------- |  | ------------------------------------------------------------------------ | -------------------------------------------------------- |
| 1        | 378                               |  |                                                                          |                                                          |
| 2        | 389                               |  | Haus existiert nicht mehr                                                | ehemals: Arbeitsmann J. Fust, später: Zimmermann H. Witt |
| 3        | 377                               |  |                                                                          |                                                          |
| 4        | 388                               |  |                                                                          |                                                          |
| 5        | 376                               |  |                                                                          |                                                          |
| 6        | 387                               |  |                                                                          |                                                          |
| 7        | 375                               |  |                                                                          |                                                          |
| 8        | 386                               |  |                                                                          |                                                          |
| 9        | 374                               |  |                                                                          |                                                          |
| 10       | 385                               |  |                                                                          |                                                          |
| 11       | 373                               |  |                                                                          |                                                          |
| 12       | 384                               |  |                                                                          |                                                          |
| 13       | 365                               |  |                                                                          |                                                          |
| 14       | 383                               |  | Nr. 14 und Nr. 16 ein Gebäude, ursprüngliches Haus existiert nicht mehr. |                                                          |
| 15       | 370A                              |  |                                                                          |                                                          |
| 16       | 379                               |  | Nr. 16 und Nr. 14 ein Gebäude, ursprüngliches Haus existiert nicht mehr. |                                                          |
| 17       | 370                               |  |                                                                          |                                                          |
| 18       | 380                               |  |                                                                          |                                                          |
| 19       | 369                               |  |                                                                          |                                                          |
| 20       | 381                               |  |                                                                          |                                                          |
| 21       | 372                               |  |                                                                          | ehemals: Schlachtermeister W. Reincke                    |
| 22       | 382                               |  | Neubau, ursprüngliches Haus existiert nicht mehr                         | ehemals: Arbeitsmann J. Mahnke                           |
| 23       | 363                               |  |                                                                          | ehemals: Wohnhaus des Ernst Mundt                        |
| 24       | 368                               |  |                                                                          |                                                          |
| 25       | 362                               |  |                                                                          |                                                          |
| 26       | 367                               |  | Neubau, ursprüngliches Haus existiert nicht mehr                         | ehemals: Fuhrmann F. Bolte                               |
| 28       | 366                               |  | Neubau, ursprüngliches Haus existiert nicht mehr                         | ehemals: Arbeitsmann H. Foth                             |
| 30       | 365B                              |  | Haus existiert nicht mehr                                                | ehemals: Arbeitsmann F. Wiese                            |
| 32       | 365A                              |  | Haus existiert nicht mehr                                                | ehemals: Arbeiter J. Brott                               |

### 3. Wallstraße
Auf Grund der Neubauten sind im Straßenbild die geraden Hausnummer in folgender Reihenfolge angeordnet: 2, 4, 8, 6, 12, 14 und 16.

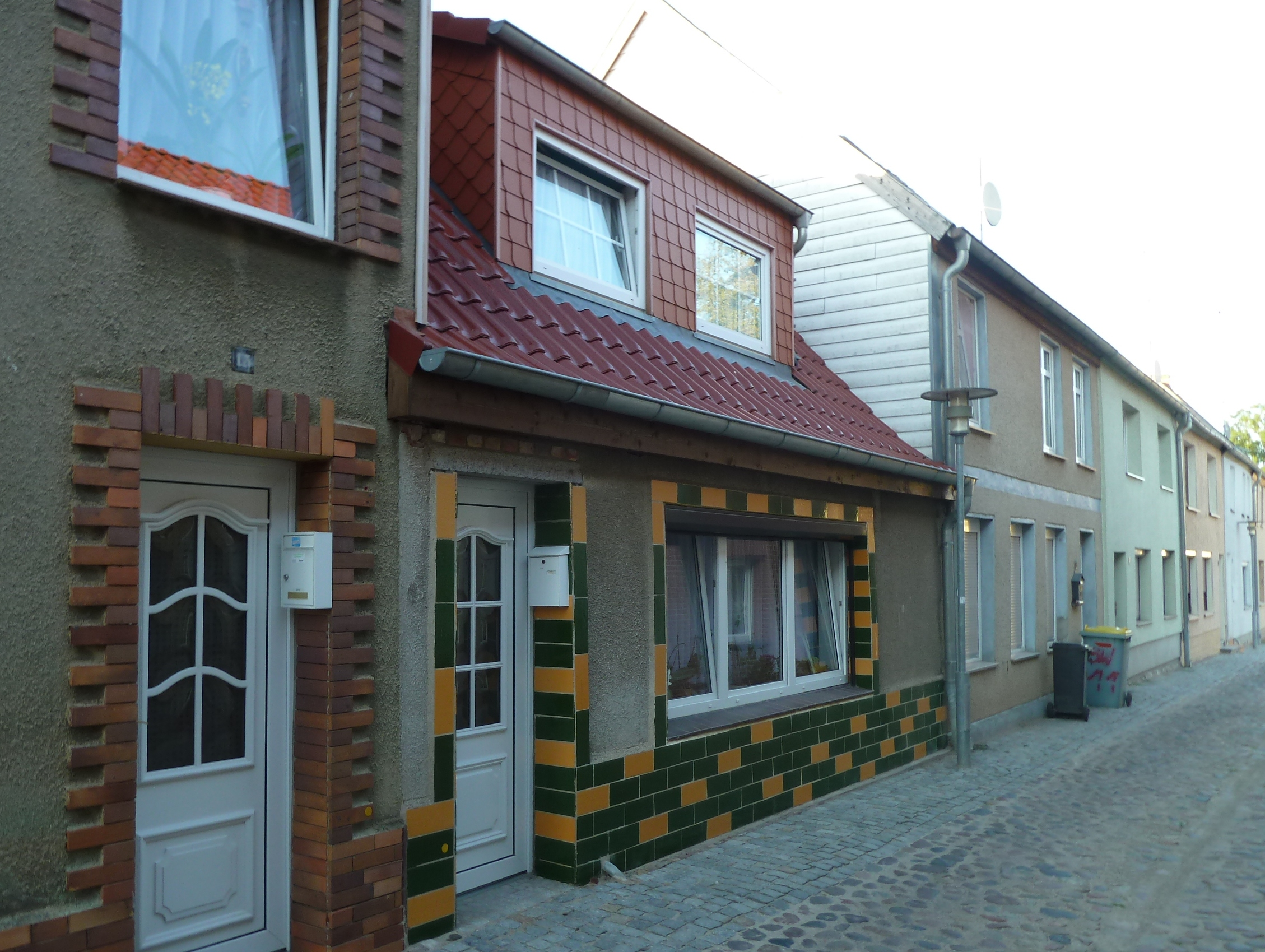
3. Wallstraße 11

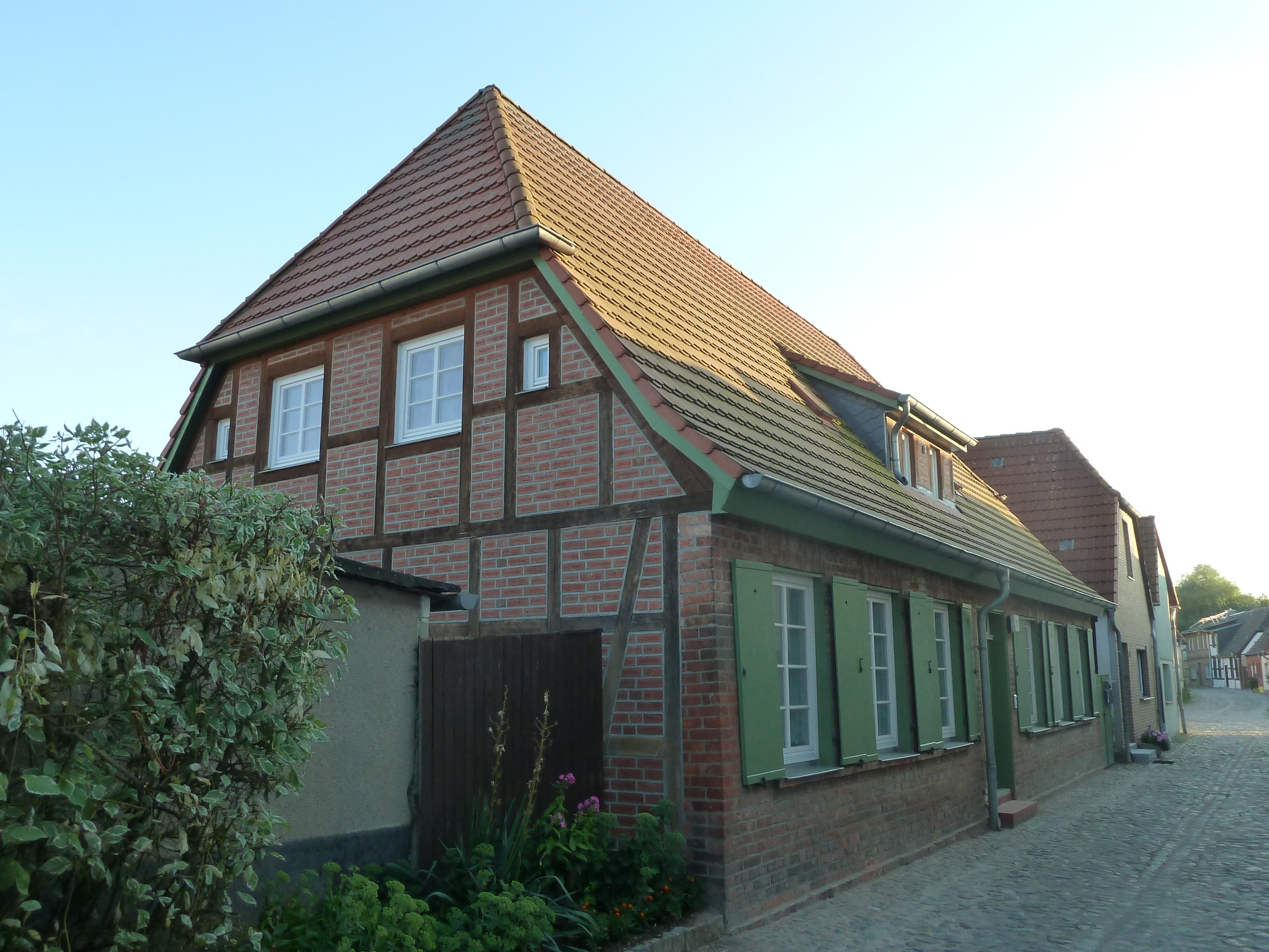
3. Wallstraße 12

| Haus Nr. | Historische Haus- nummer bis 1908 |  | Bemerkungen                                      | Geschichte                                                |
| -------- | --------------------------------- |  | ------------------------------------------------ | --------------------------------------------------------- |
| 1        | 358                               |  |                                                  | ehemals: Kaufmann H. Warning                              |
| 2        | 361                               |  | Neubau, ursprüngliches Haus existiert nicht mehr | ehemals: Maurer J. Wendt, Tagelöhner J. Dopp              |
| 3        | 357                               |  |                                                  |                                                           |
| 4        | 360                               |  | Neubau, ursprüngliches Haus existiert nicht mehr | ehemals: Arbeiter Tessmann, später: Arbeitsmann J. Becker |
| 5        | 356                               |  |                                                  |                                                           |
| 6        | 359B                              |  | Neubau, ursprüngliches Haus existiert nicht mehr |                                                           |
| 7        | 355                               |  |                                                  | ehemals: Briefträger H. Kopplow                           |
| 8        | 359                               |  | Haus existiert nicht mehr                        |                                                           |
| 9        | 354                               |  |                                                  |                                                           |
| 10       | 359A                              |  | Haus existiert nicht mehr                        |                                                           |
| 11       | 353                               |  |                                                  |                                                           |
| 12       | 344                               |  |                                                  | ehemals: Zimmermann J. Kopplow                            |
| 13       | 352                               |  |                                                  |                                                           |
| 14       | 344A                              |  |                                                  |                                                           |
| 15       | 351                               |  |                                                  |                                                           |
| 16       | 342                               |  |                                                  |                                                           |
| 17       | 350                               |  |                                                  |                                                           |
| 19       | 349                               |  |                                                  |                                                           |
| 21       | 348                               |  |                                                  | ehemals: Hauptmann von Riefenberg                         |
| 23       | 347                               |  |                                                  | ehemals: Hauptmann von Riefenberg                         |
| 25       | 346                               |  |                                                  | ehemals: Hauptmann von Riefenberg                         |
| 27       | 345                               |  |                                                  | ehemals: Hauptmann von Riefenberg                         |

### 4. Wallstraße

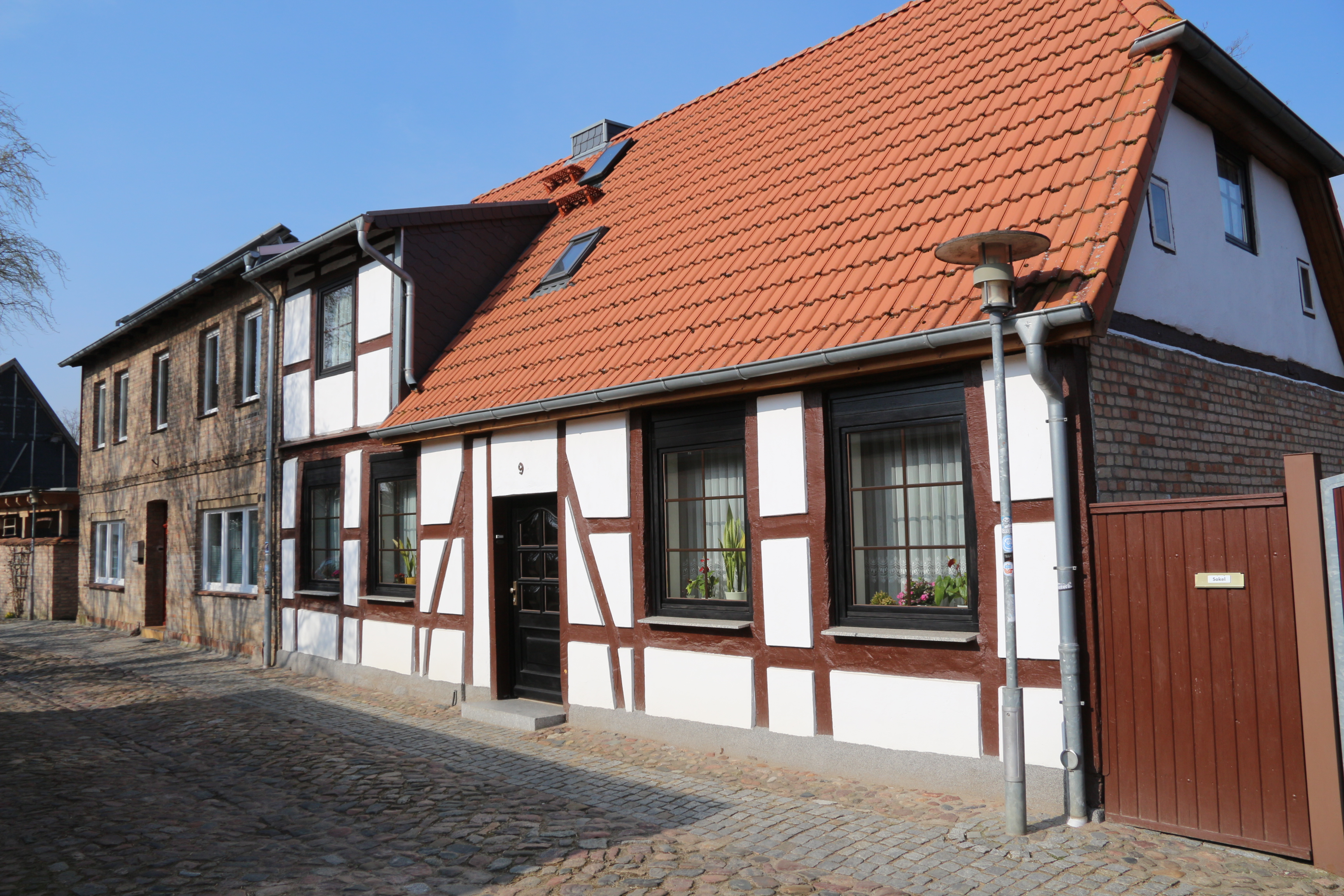
4. Wallstraße 9

| Haus Nr. | Historische Haus- nummer bis 1908 |  | Bemerkungen                                                   | Geschichte                                                            |
| -------- | --------------------------------- |  | ------------------------------------------------------------- | --------------------------------------------------------------------- |
| 1        | 341                               |  | Neubau im Jahr 2023, ursprüngliches Haus existiert nicht mehr | ehemals: Arbeitsmann C. Thomb, später: Schneiderin Hamann             |
| 2        | 343                               |  | Haus existiert nicht mehr                                     | ehemals: Arbeitsfrau M. Harder, später: Stadtkämmerei (Materiallager) |
| 3        | 340                               |  |                                                               | ehemals: Arbeitsmann J. Wittenburg                                    |
| 4        | 332C                              |  |                                                               |                                                                       |
| 5        | 339                               |  |                                                               |                                                                       |
| 6        | 332B                              |  |                                                               |                                                                       |
| 7        | 338                               |  |                                                               |                                                                       |
| 8        | 332A                              |  |                                                               | ehemals:Ackerbürger J. Roß, später Ackerbürger W. Roß                 |
| 9        | 337                               |  |                                                               |                                                                       |
| 11       | 336                               |  |                                                               | ehemals: Bauunternehmer J. Winter                                     |
| 13       | 334                               |  | Haus existiert nicht mehr                                     | ehemals: Arbeitsmann F. Kleist, später:Töpfer H. Lüddemann            |
| 15       | 333A                              |  |                                                               | ehemals: Arbeitsmann H. von See, später: S. Maack                     |
| 17       | 333                               |  |                                                               |                                                                       |
| 19       | 332                               |  |                                                               | ehemals: Schlachtermeister G. Ahrens                                  |
| 21       | 331                               |  |                                                               |                                                                       |
| 23       | 330A                              |  | Haus existiert nicht mehr                                     | ehemals: , später: Arbeiter K. Martens                                |
| 25       | 330                               |  | Stall (zwischen Nr. 25 und 27)                                |                                                                       |
| 27       | 330B                              |  |                                                               | ehemals: Maurer F. Beckmann                                           |

### 5. Wallstraße

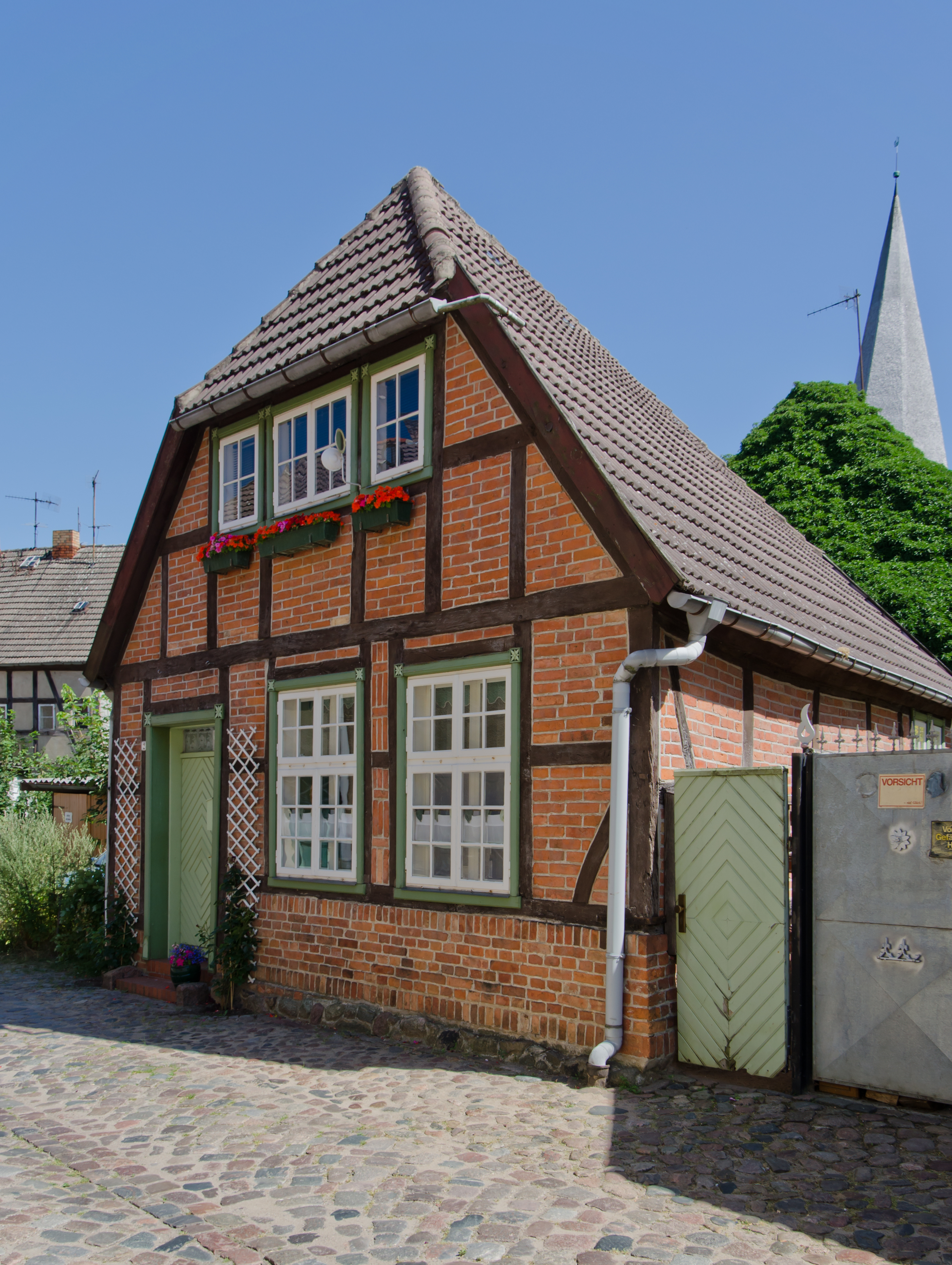
5. Wallstraße 2

| Haus Nr. | Historische Haus- nummer bis 1908 |  | Bemerkungen               | Geschichte                                                     |
| -------- | --------------------------------- |  | ------------------------- | -------------------------------------------------------------- |
| 1        | 329                               |  |                           | ehemals: Böttcher L. Specht                                    |
| 2        | 326                               |  |                           | ehemals: Israelische Gemeinde                                  |
| 3        | 328                               |  |                           | ehemals: H. Haß, später: Schuster H. Kraatz                    |
| 4        | 325                               |  |                           | ehemals: Pfänder J. Viegenschow, später: Ackerbürger K. Käther |
| 5        | 328A                              |  |                           |                                                                |
| 6        | 323A                              |  |                           |                                                                |
| 7        | 328B                              |  |                           |                                                                |
| 8        | 323B                              |  |                           |                                                                |
| 9        | 328C                              |  |                           |                                                                |
| 10       | 323                               |  |                           |                                                                |
| 11       | 328D                              |  |                           | ehemals: später: Händler C. Kroog                              |
| 12       | 324                               |  |                           | ehemals: Schuhmachermeister F. Godemann                        |
| 13       | 82A                               |  | Haus existiert nicht mehr | ehemals: Stellmacher F. Godow, später: Buchhalter K. Strutz    |

### 6. Wallstraße
| Haus Nr. | Historische Haus- nummer bis 1908 |  | Bemerkungen                                                   | Geschichte                                |
| -------- | --------------------------------- |  | ------------------------------------------------------------- | ----------------------------------------- |
| 1        | 321                               |  |                                                               | ehemals: Schuhmachermeister A. Juppenlatz |
| 2        | 81A                               |  |                                                               |                                           |
| 3        | 320                               |  | Haus existiert nicht mehr                                     | ehemals: Kapellmeister H. Köpke           |
| 4        | 322                               |  |                                                               |                                           |
| 5        | 318                               |  | Neubau im Jahr 2023, ursprüngliches Haus existiert nicht mehr | ehemals: Posthalter Fr. Baaß              |